# Pseudoxandra
Pseudoxandra là chi thực vật có hoa trong họ Annonaceae.

## Các loài
- Pseudoxandra acreana Maas, 2003
- Pseudoxandra angustifolia Maas, 2005
- Pseudoxandra atrata Maas, 2003
- Pseudoxandra bahiensis Maas, 1986
- Pseudoxandra borbensis Maas, 2003
- Pseudoxandra cauliflora Maas, 2003
- Pseudoxandra cuspidata Maas, 1986
- Pseudoxandra duckei Maas, 2003
- Pseudoxandra leiophylla (Diels) R.E.Fr., 1937
- Pseudoxandra longipes Maas, 2003
- Pseudoxandra lucida R.E.Fr., 1937
- Pseudoxandra obscurinervis Maas, 2003
- Pseudoxandra pacifica Maas, 1986
- Pseudoxandra papillosa Maas, 2003
- Pseudoxandra parvifolia Maas, 2003
- Pseudoxandra pilosa Maas, 2003
- Pseudoxandra polyphleba (Diels) R.E.Fr., 1937
- Pseudoxandra revoluta Maas, 2003
- Pseudoxandra rionegrensis Maas, 2003
- Pseudoxandra sclerocarpa Maas, 1986
- Pseudoxandra spiritus-sancti Maas, 2003
- Pseudoxandra vallicola Maas, 2003
- Pseudoxandra williamsii (R.E.Fr.) R.E.Fr., 1937
- Pseudoxandra xylopiifolia Maas & Westra, 2010